# Adrian Hardy Haworth
Adrian Hardy Haworth (Hull, 19 april 1767 – Chelsea, 24 augustus 1833) was een Engels entomoloog, botanicus en carcinoloog.
Hij was de auteur van Lepidoptera Britannica (1803-1828), het werk met de meeste autoriteit op het gebied van Britse vlinders tot het verschijnen van het werk van Henry Tibbats Stainton in 1857. Daarnaast was Haworth carcinoloog, gespecialiseerd in garnalen en botanicus. Als auteur van plantentaxa wordt zijn naam afgekort tot Haw.

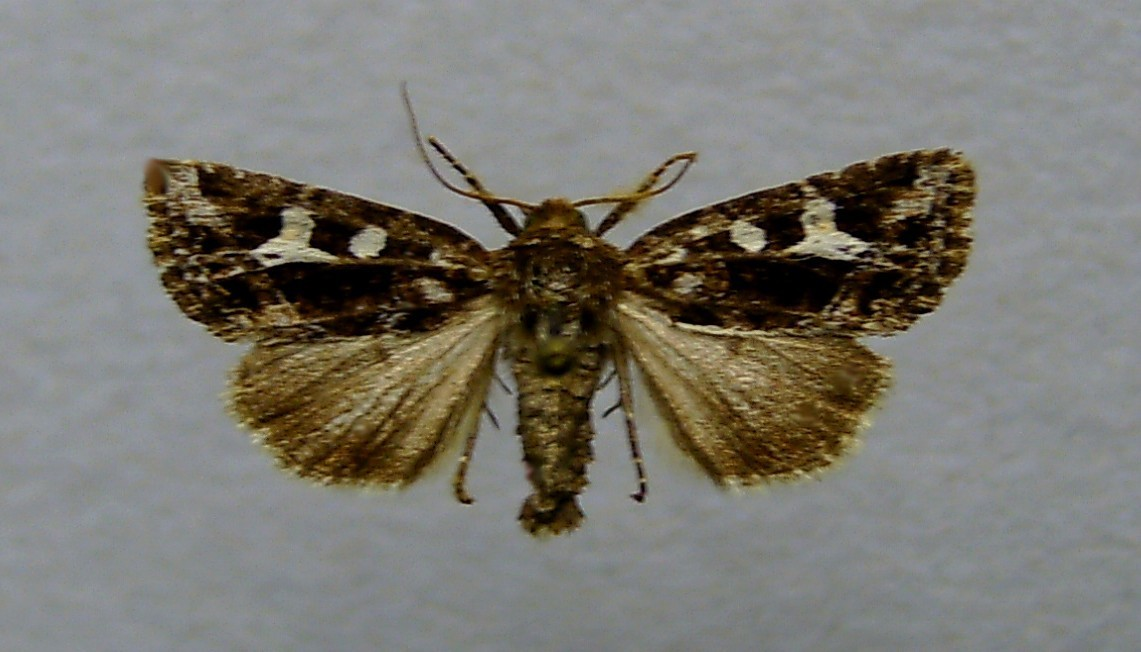
Celaena haworthii

 Het plantengeslacht Haworthia en de vlindersoort Celaena haworthii zijn vernoemd naar Haworth.
- Bibliothèque nationale de France: cb134816313 (data)
- Author citation (botany): Haw.
- Gemeinsame Normdatei: 100353568
- International Standard Name Identifier: 0000 0000 6306 5689
- Library of Congress Control Number: nr92006895
- Nationale bibliotheek van Australië: 35396072
- Nederlandse Thesaurus van Auteursnamen: 070561524
- SNAC: w6k19s45
- Système universitaire de documentation: 085888583
- Museum of New Zealand Te Papa Tongarewa: 50376
- Trove: 937948
- Virtual International Authority File: 12456891
- WorldCat: E39PBJtX3pcwHcbmP9gtFc3hHC